# Jass
Jass (pronunciado /jas/) é um jogo de baralho originário da Suíça, e comum neste país.
Também é comum em Liechtenstein, na Alsácia e no oeste da Áustria.